# Крупський Йосип Григорович
Йосип Григорович Крупський (біл. Язэп Рыгоравіч Крупскі, пол. Józef Krupski, рос. Ио́сиф Григо́рьевич Кру́пский; нар. 11 жовтня 1934, село Куплін — 13 липня 2014, Берестя) — білоруський художник.

## Життєпис
- 11 жовтня 1934 року — народився у багатодітній родині в селі Куплін Пружанського повіту Поліського воєводства Польщі (нині село в Пружанскому районі Брестської області Білорусі).
- У 1960 році — закінчив Мінське державне художнє училище імені А. К. Глєбова.
- У 1968 році — закінчив навчання в Білоруській державній академії мистецтв, одержавши кваліфікацію художника-живописця. Учасник художніх виставок і пленерів.
- У 1978 році — був прийнятий у Союз художників Білорусі. Його добутки перебувають у музеях і картинних галереях у Бересті, Барановичах, Мінську, Пружанах і в приватних колекціях Білорусі й Польщі.

Жив у місті Бересті й працював на художньо-виробничому підприємстві «Мастацтва» (укр. «Мистецтво»).
13 липня 2014 р. помер.

## Творчість
Працює в станковому живописі (пейзаж, портрет) і у монументально-декоративному мистецтві (мозаїка, сграффіто, фреска). На картинах нерідко звертається до тематики малої батьківщини: «Село мого дитинства», «Пружанські болота».

### Основні добутки
- картини «Форсування Дніпра», «Захист Брестського вокзалу», «Ніжність», «Невідомі солдати», «Непереможні», «Хлопчата»;
- пейзажі «Полісся», «Теплий день», «Окраїна Бресту», «Полоцьк і сторіччя», «Затоплений човник»;
- сграфіто в кінотеатрі «Білорусь» (Брест), «Нитка вічності» у Палаці культури комбінату верхнього трикотажу (Пінськ);
- мозаїка «Юнацтво» на фасаді спорткомплексу Берестейського державного університету імені Олександра Пушкіна;
- розпис «Життя» у кінотеатрі «Мир» (Брест) і т. д.